# Râul Sohodol, Călmățui
Râul Sohodol este un curs de apă, afluent al râului Călmățui. 